# Woody Green
(en) Statistiques sur pro-football-reference
Woodrow Green Jr (né le 20 juin 1951 à Warren) est un joueur américain de football américain évoluant au poste de running back.

## Carrière

### Université
Green fait ses études à l'université d'État de l'Arizona, jouant pour l'équipe de football américain des Sun Devils. Il bat de nombreux records de l'école et nommé dans l'équipe All-American de la saison.

### Professionnel
Woody Green est sélectionné au premier tour du draft de la NFL de 1974 par les Chiefs de Kansas City au seizième choix. Le 18 novembre 1974, il apparaît en couverture du magazine Sports Illustrated et joue ses dix premiers matchs en professionnel, marquant quatre touchdowns.
En 1975, il marque six touchdowns en douze matchs joués où il apparait surtout comme kick returner. Il gagne une place de titulaire la saison suivante mais il se blesse après le sixième match de la saison. Les genoux de Green l'ont handicapé depuis son arrivée en NFL et il décide de prendre sa retraite après cette blessure.

## Statistiques
En trois saisons en professionnel, Green aura joué vingt-huit matchs dont six comme titulaire, faisant 375 courses pour 1442 yards (moyenne de 3,8 yards par course et de 51,5 yards par match) pour neuf touchdowns. Il a aussi reçu cinquante-huit passes pour 562 yards et deux touchdowns.